# Beaufort (Victoria)
Pour les articles homonymes, voir Beaufort.
Beaufort (937 habitants) est un village de l'État de Victoria en Australie. Il est situé sur la Western Highway et sur la ligne de chemin de fer Melbourne-Ararat à mi-distance entre Ballarat et Melbourne.